# برادا
برادا (بالإيطالية: Prada) هي شركة مساهمة (S.P.A) ودار أزياء إيطالية فاخرة تأسست عام 1913 على يد ماريو برادا. وهي متخصصة في حقائب اليد الجلدية، وإكسسوارات السفر، والأحذية والملابس الجاهزة، والعطور والإكسسوارات الأخرى.
منذ 2003، انضمت عطور برادا لشركة بويغ.

## لمحة تاريخية

### التأسيس
تأسست الشركة في عام 1913 على يد ماريو برادا وشقيقه مارتينو، وكانت متجرًا للسلع الجلدية -فراتيلي برادا- في ميلانو، إيطاليا. في البداية، باع المتجر سلعًا حيوانية وجذوعًا وحقائب يد إنجليزية مستوردة.
لم يؤمن ماريو برادا بضرورة أن يكون للمرأة دور في الأعمال التجارية، ولذلك منع أفراد الأسرة من دخول شركته. ومن المفارقات أن نجل ماريو لم يكن لديه أي اهتمام بهذا العمل، لذلك كانت لويزا برادا ابنة ماريو هي التي تولت رئاسة الشركة خلفًا له وأدارتها لما يقرب من عشرين عامًا. انضمت ابنتها ميوتشيا برادا إلى الشركة في عام 1970، وتولت في النهاية منصب والدتها في عام 1978.
بدأت ميوتشيا في صنع حقائب الظهر المقاومة للماء من Pocone، وهو قماش نايلون. قابلت باتريزيو بيرتيلي في عام 1977، وهو إيطالي بدأ عمله الخاص بالسلع الجلدية في سن 24، وانضم إلى الشركة بعد فترة وجيزة. نصح ميوتشيا بشأن أعمال الشركة، وتابعت. كانت نصيحته بالتوقف عن استيراد البضائع الإنجليزية وتغيير الأمتعة الموجودة.

### تطوير
ورثت ميوتشيا الشركة في عام 1978 حيث وصلت المبيعات إلى 450.000 دولار أمريكي. مع بيرتيلي إلى جانبها كمدير أعمال، تم منح ميوتشيا الوقت لتنفيذ إبداعها في تصميمات الشركة. كانت ستستمر في دمج أفكارها في منزل برادا الذي من شأنه تغييره.
أصدرت مجموعتها الأولى من حقائب الظهر وحقائب اليد في عام 1979. لقد كانت مصنوعة من النايلون الأسود الصارم الذي استخدمه جدها كأغطية لجذع السفن البخارية. لم يكن النجاح الأولي فوريًا، حيث كان من الصعب بيعها بسبب قلة الإعلانات وارتفاع الأسعار، لكن الخطوط ستستمر لتصبح أول نجاح تجاري لها.
بعد ذلك، سعت ميوتشيا و Bertelli إلى البحث عن حسابات بالجملة للحقائب في المتاجر والمحلات الراقية في جميع أنحاء العالم. في عام 1983، افتتحت Prada متجرًا ثانيًا في وسط Galleria Vittorio Emanuele في قلب التسوق في ميلانو، في موقع المتجر التاريخي السابق "London House" الذي يديره Felice Bellini من عام 1870 إلى الستينيات، والذي يذكرنا بالمتجر الأصلي، ولكن مع تباين أنيق وعصري لها.
كان الإصدار الكبير التالي عبارة عن حمل من النايلون. في نفس العام، بدأ منزل برادا في التوسع عبر أوروبا القارية والولايات المتحدة من خلال افتتاح مواقع في مناطق التسوق البارزة في فلورنسا وباريس ومدريد ومدينة نيويورك. تم إصدار خط أحذية أيضًا في عام 1984. في عام 1985، أصدرت ميوتشيا «حقيبة برادا الكلاسيكية» التي أصبحت ضجة كبيرة بين عشية وضحاها. على الرغم من كونها عملية ومتينة، إلا أن خطوطها الأنيقة وحرفية ها تتمتع برفاهية أصبحت من توقيع برادا.
في عام 1987 تزوج ميوتشيا وبرتيللي. أطلقت Prada مجموعتها من الملابس الجاهزة في عام 1989، وأصبحت التصاميم معروفة بخصرها المنخفض وأحزمة ها الضيقة. زادت شعبية برادا عندما لاحظ عالم الموضة خطوطها النظيفة وأقمشة ها الفخمة وألوانها الأساسية.
لم يكن شعار الملصق عنصرًا تصميميًا واضحًا مثل تلك الموجودة على الحقائب من العلامات التجارية الفاخرة البارزة الأخرى مثل Louis Vuitton . لقد حاولت تسويق افتقارها إلى الجاذبية المرموقة، بما في ذلك ملابسها، من خلال إبراز صورة «ضد الوضع» أو «الغطرسة المعكوسة».

### التسيعنات
جعلتها أصالة برادا واحدة من أكثر بيوت الأزياء نفوذاً،  وأصبحت العلامة التجارية رمزًا للمكانة المتميزة في التسعينيات.
تم الإبلاغ عن المبيعات بلغت 70 مليار ليرة أو 31.7 مليون دولار أمريكي في عام 1998.[بحاجة لمصدر] تولى Partrizio di Marco مسؤولية الأعمال التجارية المتنامية في الولايات المتحدة بعد العمل في المنزل في آسيا. لقد نجح في عرض حقائب Prada بشكل بارز في المتاجر الكبرى، حتى يمكن أن تحقق نجاحًا كبيرًا مع محرري الموضة. يُعزى نجاح برادا المستمر إلى موضوعها «الطبقة العاملة» الذي أعلنته جينيا بيلافانتي في مجلة نيويورك تايمز «أنه أصبح أنيقًا في التقنية العالية التي يحركها الاكتتاب في أوائل التسعينيات.» علاوة على ذلك، تولى الزوج والزوجة الآن، ميوتشيا وبيرتيلي قيادة علامة برادا في التوسع الحذر، مما يجعل من الصعب الحصول على المنتجات.
في عام 1992، تم إطلاق ماركة الأزياء الراقية Miu Miu، التي سميت باسم لقب Miuccia. كان Miu Miu يلبي احتياجات المستهلكين الأصغر سنًا، مثل المشاهير. بحلول عام 1993، حصلت برادا على جائزة مجلس مصممي الأزياء الأمريكية للإكسسوارات.
تم إطلاق مجموعات الملابس الجاهزة الرجالية في منتصف التسعينيات. بحلول عام 1994، كانت المبيعات 210 مليون دولارا أمريكيًا، حيث شكلت مبيعات الملابس 20٪ (من المتوقع أن تتضاعف في عام 1995). فازت Prada بجائزة أخرى من CFDA، في عام 1995 باعتبارها «مصمم العام» شهد عام 1996 افتتاح 18000 قدم² متجر Prada في مانهاتن، نيويورك، وهو الأكبر في السلسلة في ذلك الوقت. حتى الآن، كان House of Prada يعمل في 40 موقعًا حول العالم، 20 منها في اليابان. تمتلك الشركة ثمانية مصانع وتتعاقد من الباطن مع 84 مصنعًا آخر في إيطاليا. تم دمج شركتي Prada و Bertelli من ميوتشيا لإنشاء Prapar BV في عام 1996. ومع ذلك، تم تغيير الاسم لاحقًا إلى Prada BV، وتم تعيين Patrizio Bertelli في منصب الرئيس التنفيذي لشركة Prada الفاخرة.

برادا فيفث أفينيو، مانهاتن

يمكن اعتبار عام 1996 أيضًا نقطة تحول مهمة في جماليات برادا، نقطة غذت سمعة العلامة التجارية في جميع أنحاء العالم. أشاد الصحفيون بتطوير ميوتشيا لأسلوب «الأناقة القبيحة»، والذي أربك العملاء في البداية من خلال تقديم ملابس غير مثيرة بشكل صارخ والتي كشفت بعد ذلك عن تقديم أفكار جريئة ومبتكرة للعلاقة بين الموضة والرغبة. ومنذ ذلك الحين، اعتُبرت برادا واحدة من أكثر المصممين ذكاءً ومفاهيمًا.
في عام 1997، سجلت برادا إيرادات قدرها 674 مليون دولارًا أمريكيًا. افتتح متجر آخر في ميلانو في نفس العام. وفقًا لصحيفة وول ستريت جورنال، حطم برتيللي نوافذ المتجر قبل يوم واحد من الافتتاح، بعد أن أصبح غير راضٍ تمامًا عن الإعداد. استحوذت Prada أيضًا على أسهم في مجموعة Gucci، وألقت باللوم في وقت لاحق على Gucci في «تقليد تصاميم زوجته». في يونيو 1998، اكتسبت Bertelli 9.5 ٪ من الفوائد بقيمة 260 مليون دولارًا أمريكيًا. بدأ المحللون في التكهن بأنه كان يحاول الاستيلاء على مجموعة غوتشي. ومع ذلك، بدا هذا الاقتراح غير محتمل، لأن برادا كانت في ذلك الوقت شركة صغيرة ومدينة. تنص Funding Universe على أنه «على الأقل، كان لدى Prada صوت كواحدة من أكبر مساهمي Gucci (يلزم امتلاك 10 بالمائة للحق في طلب مقعد في مجلس الإدارة) وستحقق أرباحًا جيدة إذا حاول أي شخص أخذها فوق غوتشي». ومع ذلك، باع بيرتيلي أسهمه إلى Moët-Hennessy • برنارد أرنو، رئيس مجلس إدارة لويس فويتون في يناير 1998 مقابل ربح 140 مليون دولارًا أمريكيًا. كان أرنو في الواقع يحاول الاستيلاء على غوتشي. كانت LVMH تشتري شركات أزياء لفترة من الوقت وتملك بالفعل Dior وGivenchy وعلامات تجارية فاخرة أخرى. ومع ذلك، تمكنت غوتشي من صده ببيع حصة 45٪ إلى الصناعي فرانسوا بينولت مقابل 3 مليارات من الدولارات الأمريكية.  في عام 1998، تم افتتاح أول بوتيك برادا للملابس الرجالية في لوس أنجلوس.
كانت Prada مصممة على امتلاك مجموعة رائدة من العلامات التجارية الفاخرة، مثل مجموعة Gucci و LVMH. اشترت Prada 51٪ من شركة Helmut Lang ومقرها نيويورك مقابل 40 مليون دولارًا أمريكيًا في مارس 1999.[بحاجة لمصدر] كانت قيمة شركة لانج حوالي 100 مليون دولار أمريكي. بعد أشهر، دفعت برادا 105 مليون دولارا أمريكية للسيطرة الكاملة على شركة Jil Sander AG، وهي شركة مقرها ألمانيا بإيرادات سنوية تبلغ 100 مليون دولار أمريكي. اكتسبت عملية الشراء موطئ قدم لبرادا في ألمانيا، وبعد أشهر استقالت جيل ساندر كرئيسة لشركتها التي تحمل الاسم نفسه. أصبحت شركة Church & Company، وهي شركة تصنيع أحذية إنجليزية، تحت سيطرة Prada أيضًا، عندما اشترت Prada 83٪ من الشركة مقابل 170 مليون دولارًا أمريكيًا.[بحاجة لمصدر] كما تم تشكيل مشروع مشترك بين Prada ومجموعة De Rigo في ذلك العام لإنتاج نظارات Prada. في أكتوبر 1999، انضمت Prada إلى LVMH وتغلبت على Gucci لشراء حصة 51 ٪ في Fendi Sp ومقرها روما. أ. بلغت حصة برادا من الشراء (25.5٪) 241.5 مليون دولارًا أمريكيًا من أصل 520 مليون دولار أمريكي دفعها كل من Prada و LVMH.[بحاجة لمصدر] تحملت برادا ديون Fendi، حيث لم يكن أداء الشركة الأخيرة جيدًا من الناحية المالية.
رفعت عمليات الاستحواذ هذه برادا إلى قمة سوق السلع الفاخرة في أوروبا. تضاعفت الإيرادات ثلاث مرات من عام 1996 إلى المستوى 2 تريليون.  الرغم من النجاح الواضح، كانت الشركة لا تزال مدينة.

### 2000s
تباطأ اندماج الشركة وشرائها في العقد الأول من القرن الحادي والعشرين. ومع ذلك، وقعت الشركة اتفاقية فضفاضة مع عز الدين عليا. تم تقديم منتجات العناية بالبشرة في جرعات الوحدات في الولايات المتحدة واليابان وأوروبا في عام 2000. تم تسويق عرض لمدة 30 يومًا من غسول التطهير بسعر التجزئة 100 دولار أمريكي. للمساعدة في سداد الديون التي تزيد عن 850 مليون دولارًا أمريكيًا، خططت الشركة لإدراج 30 ٪ من الشركة في بورصة ميلانو في يونيو 2001. مع ذلك، تباطأ العرض بعد انخفاض الإنفاق على السلع الكمالية في الولايات المتحدة واليابان. في عام 2001، وتحت ضغط مصرفيه، باع برتيللي كل حصة Prada البالغة 25.5٪ في Fendi إلى LVMH. جمعت عملية البيع 295 مليون دولارًا أمريكيًا فقط.

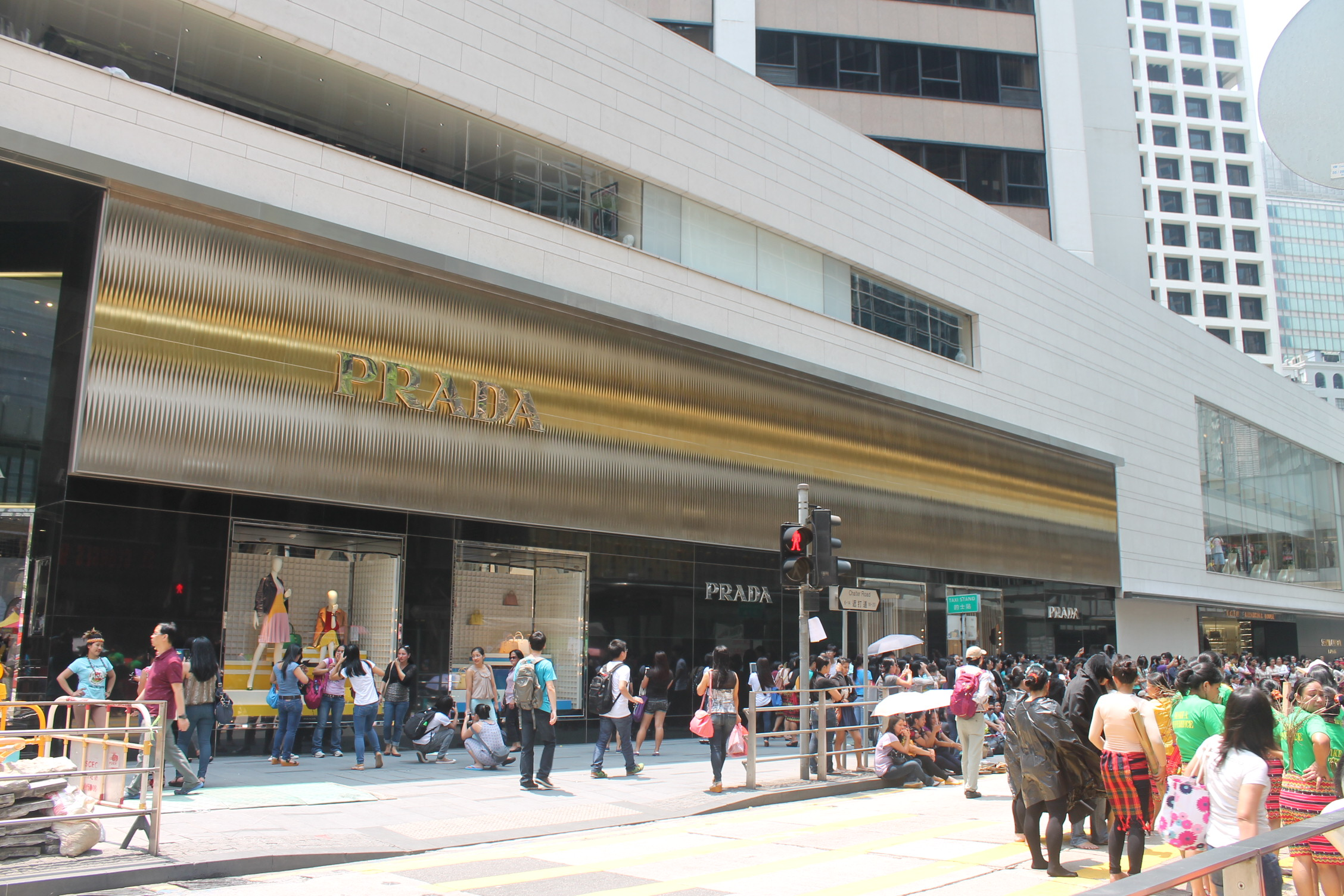
طريق برادا شاتر، هونغ كونغ.

بحلول عام 2006، تم بيع علامات Helmut Lang و Amy Fairclough و Ghee وJil Sander . تم بيع جيل ساندر لشركة الأسهم الخاصة Change Capital Partners، التي كان يرأسها Luc Vandevelde، رئيس مجلس إدارة Carrefour، في حين أن علامة Helmut Lang مملوكة الآن لشركة الأزياء اليابانية Link Theory. لا تزال برادا تتعافى من ديون فندي. في الآونة الأخيرة، تم بيع حصة 45٪ من ماركة Church & Company إلى Equinox .
حظي عرض برادا للأزياء الجاهزة لربيع وصيف 2009، الذي أقيم في 23 سبتمبر 2008 في ميلانو، بتغطية سيئة السمعة لأن جميع العارضات على المنصة كانت تترنح  - تعثر العديد منها،  بينما سقط اثنان من العارضات لأسفل أمام المصورين وكان لا بد من مساعدة المتفرجين للنهوض. خلعوا أحذيتهم لمواصلة المشي. حتى أن عارضة أخرى (Sigrid Agren) اضطرت إلى التوقف والعودة خلال المسيرة النهائية لأنها لم تعد قادرة على المشي في كعبها العالي. بعد إجراء مقابلة مع أحد العارضين مباشرة بعد العرض، قال أحد العارضين: «كنت أعاني من نوبة ذعر، وكانت يدي ترتعش. كان الكعب مرتفعًا جدًا». المصممة ميوتشيا برادا، من جانبها، لم تلوم ارتفاع الحذاء، لكن الجوارب الحريرية الصغيرة بالداخل، والتي كانت زلقة ومتحركة داخل الحذاء، مما منع قدمي العارضين من الثبات الصحيح على النعل. أكدت ميوتشيا برادا أيضًا أن الأحذية التي تُباع في المتاجر سيكون لها كعب منخفض،  وأن الجوارب الصغيرة ستُخيط في الأحذية لمنع المزيد من الانزلاق. لكن العديد من محبي الموضة زعموا بحق أن الجوارب، بمجرد حياكتها في الحذاء، ستكون غير قابلة للغسل وستنتن بسرعة وتصبح رمادية اللون. وبالتالي، لم يتم بيع الأحذية تجاريًا.

### 2010s
وفقًا لـ Fortune، خطط Bertelli لزيادة إيرادات الشركة إلى 5 مليارات من الدولارات الأمريكية بحلول عام 2010.
برادا هي المشتري الرئيسي من مصنع الجلد التركي DESA، الذي أدانته المحكمة العليا التركية بفصل العمال الذين انضموا إلى نقابة بشكل غير قانوني. دعت حملة الملابس النظيفة، وهي منظمة لحقوق العمال مقرها في أوروبا، برادا إلى ضمان احترام حرية تكوين الجمعيات في المصنع. في 30 يناير 2013، ذكرت حملة الملابس النظيفة، «استمرار مضايقة النقابات العمالية في مورد برادا».
في 6 مايو 2011، اتُهمت بورصة هونغ كونغ بالموافقة على الاكتتاب العام الأولي لبرادا خلال قضية التمييز بين الجنسين في برادا والتي كانت برادا تفوز بها في النهاية. احتجت المنظمات غير الحكومية النسوية والنائب في المجلس التشريعي لهونغ كونغ لي تشوك يان أمام بورصة هونغ كونغ.
في 24 يونيو 2011، تم إدراج العلامة التجارية في بورصة هونغ كونغ لجمع 2.14 مليار دولار، لكنها فشلت في تلبية التوقعات التي أبلغت عنها AAP في 17 يونيو 2011  وبلومبرج.
في عام 2015، بلغ حجم مبيعات برادا 3551.7 مليون يورو، بزيادة 1٪ عن 2014، بينما انخفض إجمالي أرباحها التشغيلية بنسبة 16.5٪ إلى 954.2 مليون يورو.
في يوليو 2016، أصبحت ملابس Prada متاحة للشراء عبر الإنترنت لأول مرة من خلال Net-a-Porter و MyTheresa.
اعتبارًا من مارس 2018، أصبحت مبيعات Prada إيجابية بعد انخفاضها منذ عام 2014، وقفز سهمها بنسبة 14٪ في الأخبار.
أعلنت الشركة في عام 2019 أنه سيتم التخلص من الفراء من المجموعة وجميع العلامات التجارية الخاصة بالمنزل، مشيرة إلى أن Prada ستركز على المواد المبتكرة، مما سيسمح للشركة باستكشاف حدود جديدة للتصميم الإبداعي مع تلبية الطلب على المنتجات الأخلاقية. اعتبارًا من عام 2020.

### 2020s
في فبراير 2020، عين ميوكيا برادا وباتريزيو بيرتيلي المصمم البلجيكي راف سيمونز كمدير إبداعي مشارك.
في أغسطس 2020، أعلنت دار الأزياء أنها لن تستخدم جلد الكنغر في منتجاتها بعد الآن.

### كأس أمريكا وكأس برادا
أدى شغف باتريزيو بيرتيلي بالإبحار إلى قيام برادا بتشكيل فريق لونا روسا في عام 1997 من أجل المشاركة في كأس أمريكا. في 28 سبتمبر 2017، أعلن سرب اليخوت الملكي النيوزيلندي  أن برادا ستكون الراعي المستضيف لسلسلة تشالنجر سيليكشن في كأس أمريكا 2021، لتحل محل لويس فويتون الذي بدأ في عام 1983.
سلسلة Challenger Selection التي كانت بمثابة كأس Louis Vuitton، ستعرف الآن باسم Prada Cup، وستقدم Prada مباراة كأس أمريكا. سيعقد في أوكلاند، نيوزيلندا، يناير 2021.

## الأعمال في الوقت الحاضر

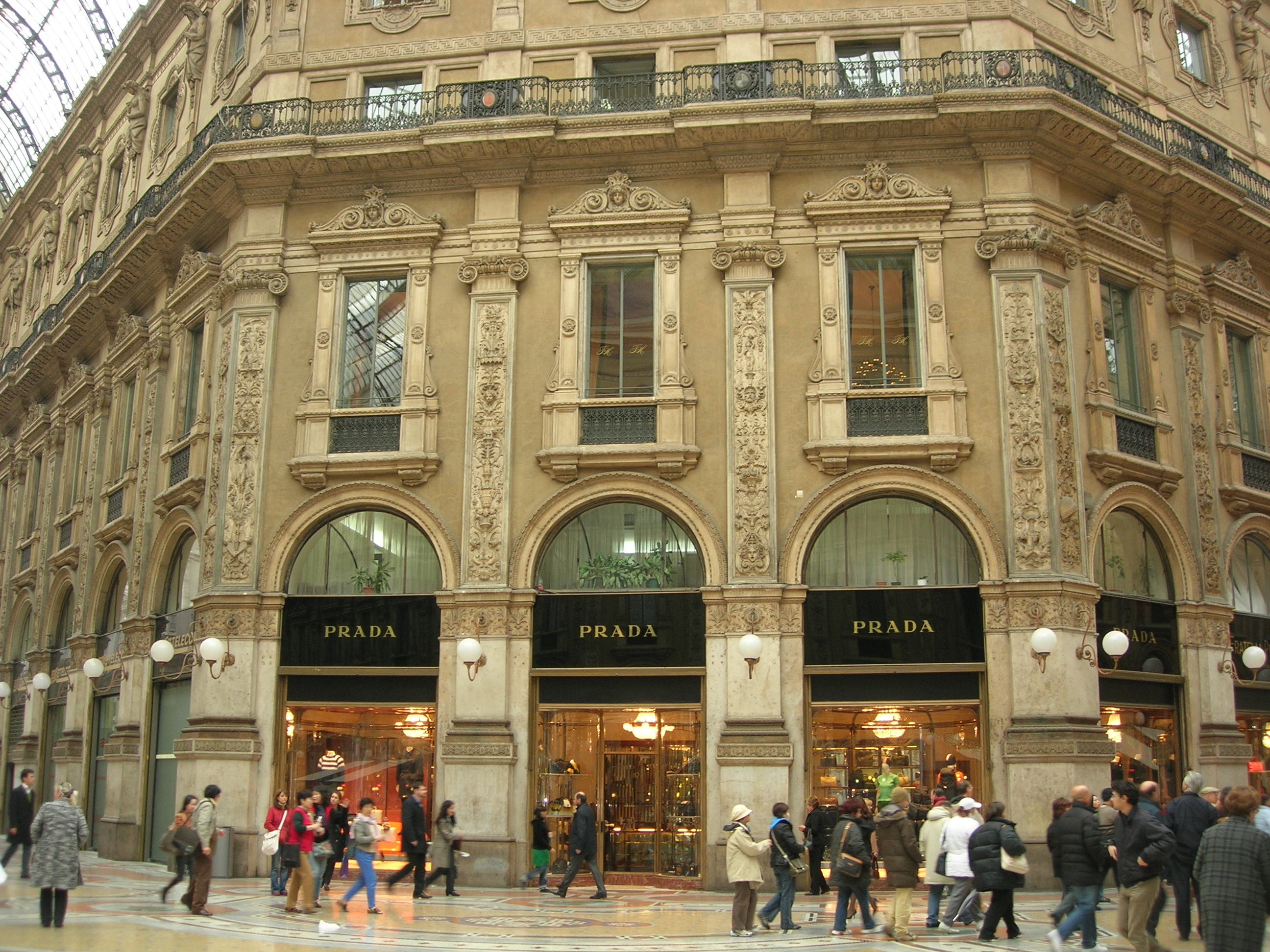
بوتيك برادا في جاليريا فيتوريو إيمانويل الثاني في ميلانو، إيطاليا.

### عروض الأزياء
تستضيف Prada عروض مدرج موسمية على تقويم الموضة العالمي، وتقام في ميلانو غالبًا في أحد أماكن العلامة التجارية.
1988 - أول عرض للأزياء النسائية في ميلانو
1993 - أول عرض للملابس الرجالية في ميلانو
تم عرض Resort 2019 في مدينة نيويورك في مقر برادا بنيويورك. تم بث العرض على شاشات في تايمز سكوير.
تشمل عارضات برادا السابقة داريا ويربوي وجيما وارد وفانيسا أكسينت وسوفي كوبونين وعلي ستيفنز وفلادا روسلياكوفا وساشا بيفوفاروفا، الذين استمروا في الظهور في حملات برادا الإعلانية لستة مواسم متتالية بعد افتتاح عرض أزياء Prada لخريف 2005. كما قدمت برادا العديد من الممثلين كعارضين في عروضهم وحملاتهم الخاصة بالملابس الرجالية، بما في ذلك غاري أولدمان، وأدريان برودي، وإميل هيرش  ونورمان ريدوس.
صمم فريديريك سانشيز موسيقى مدرج برادا.

### معارض برادا

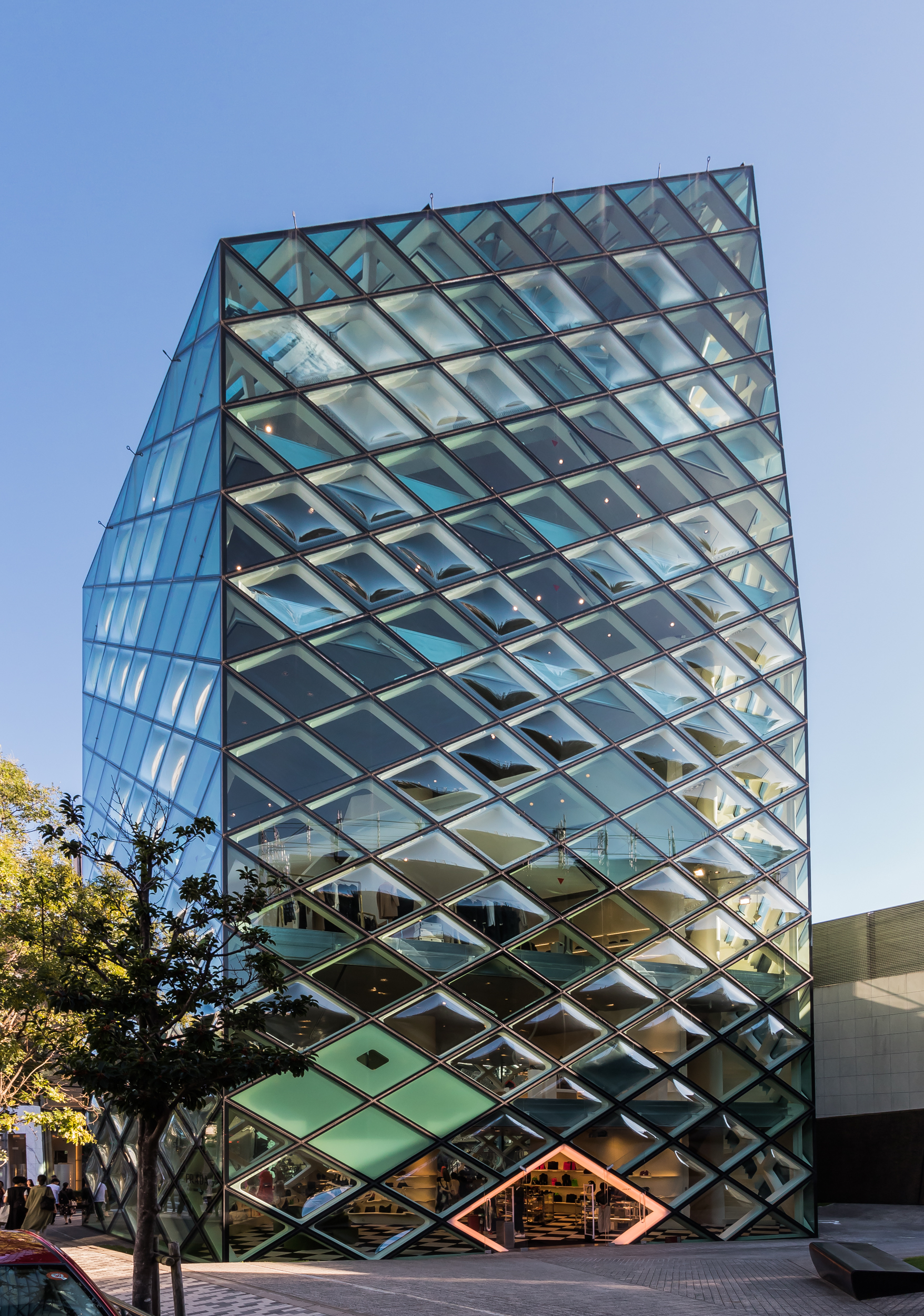
مركز طوكيو بؤرة هرتسوغ ودي ميرون

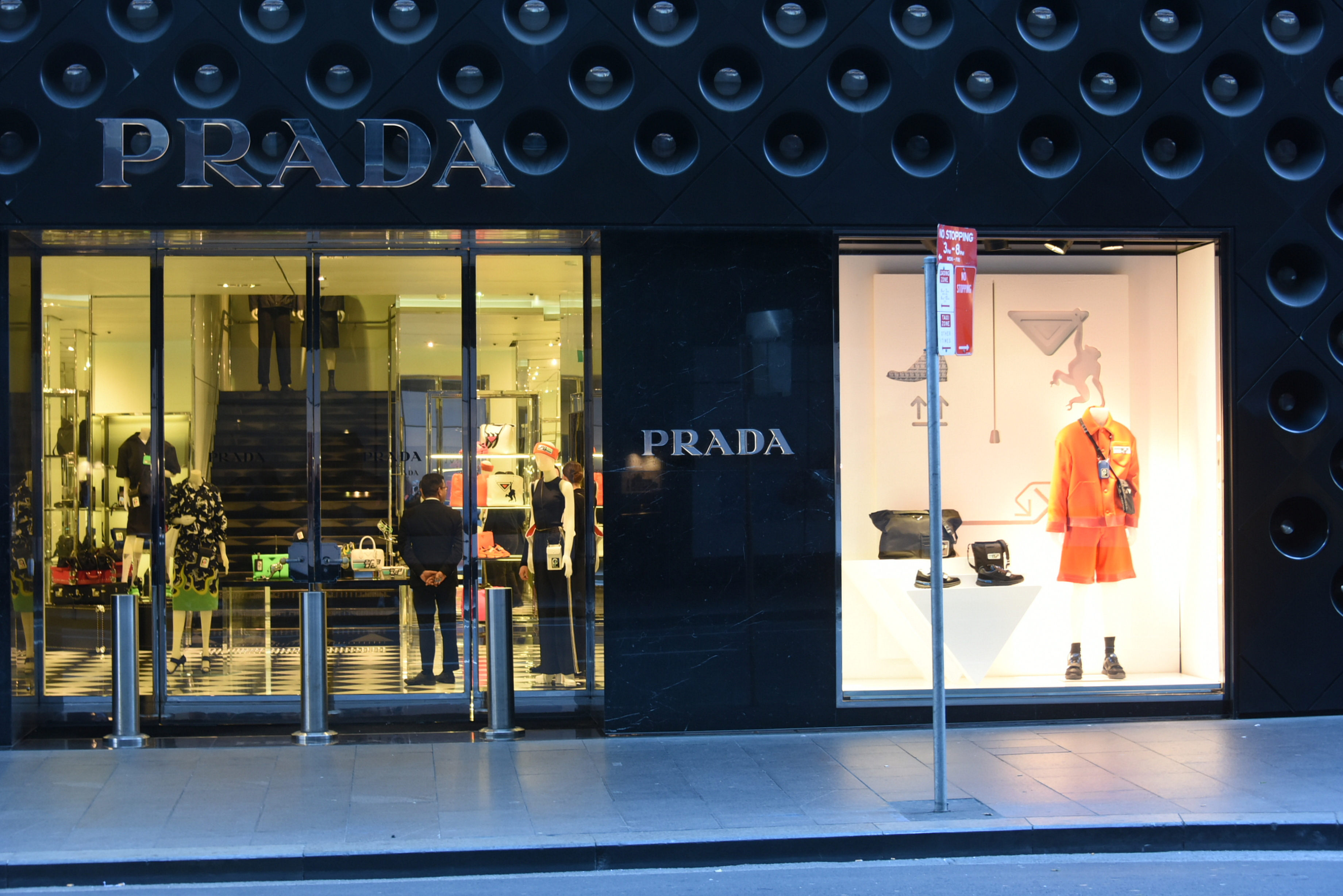
متجر برادا، سيدني.

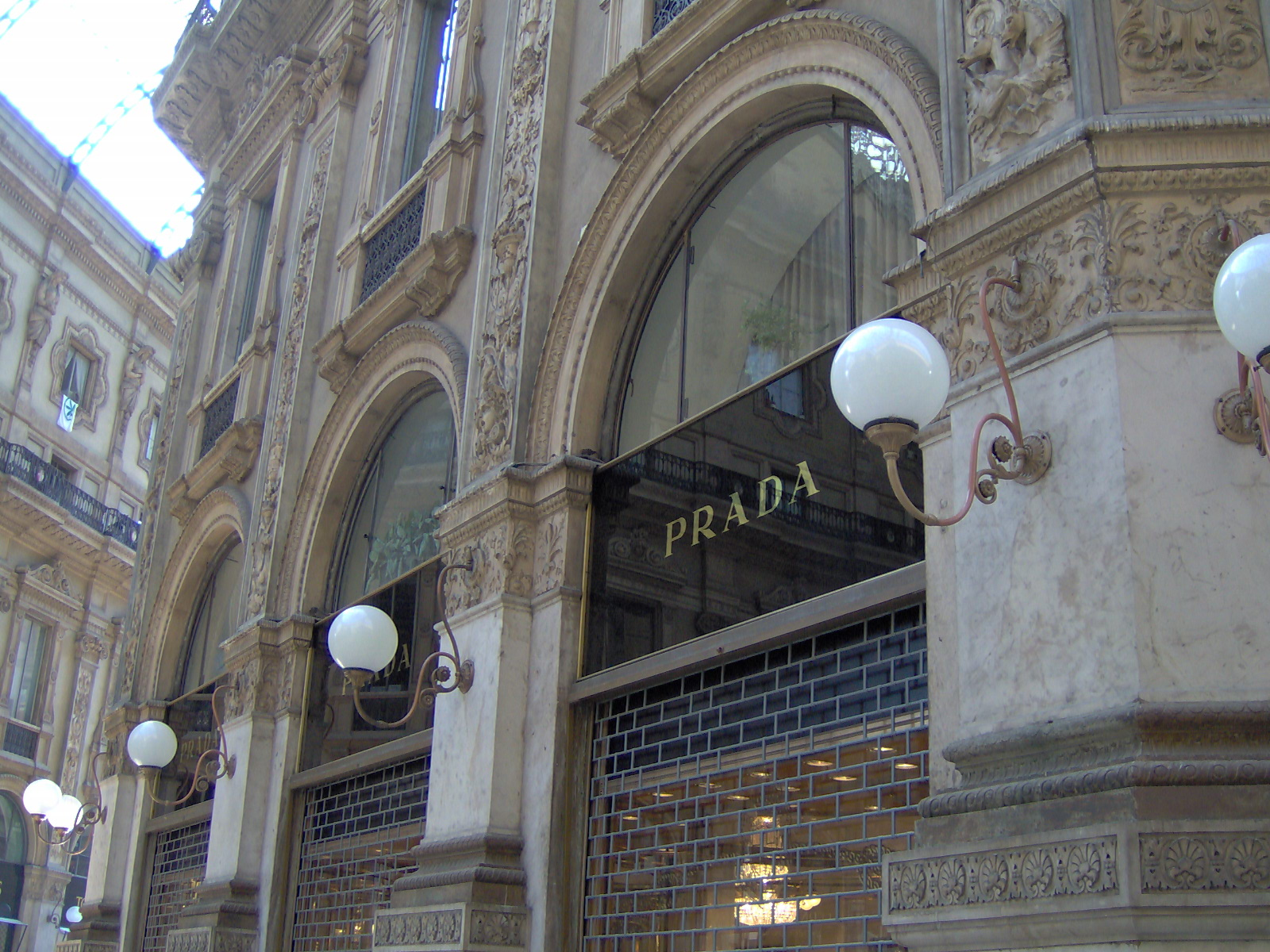
معرض برادا في ميلانو، أيطاليا.

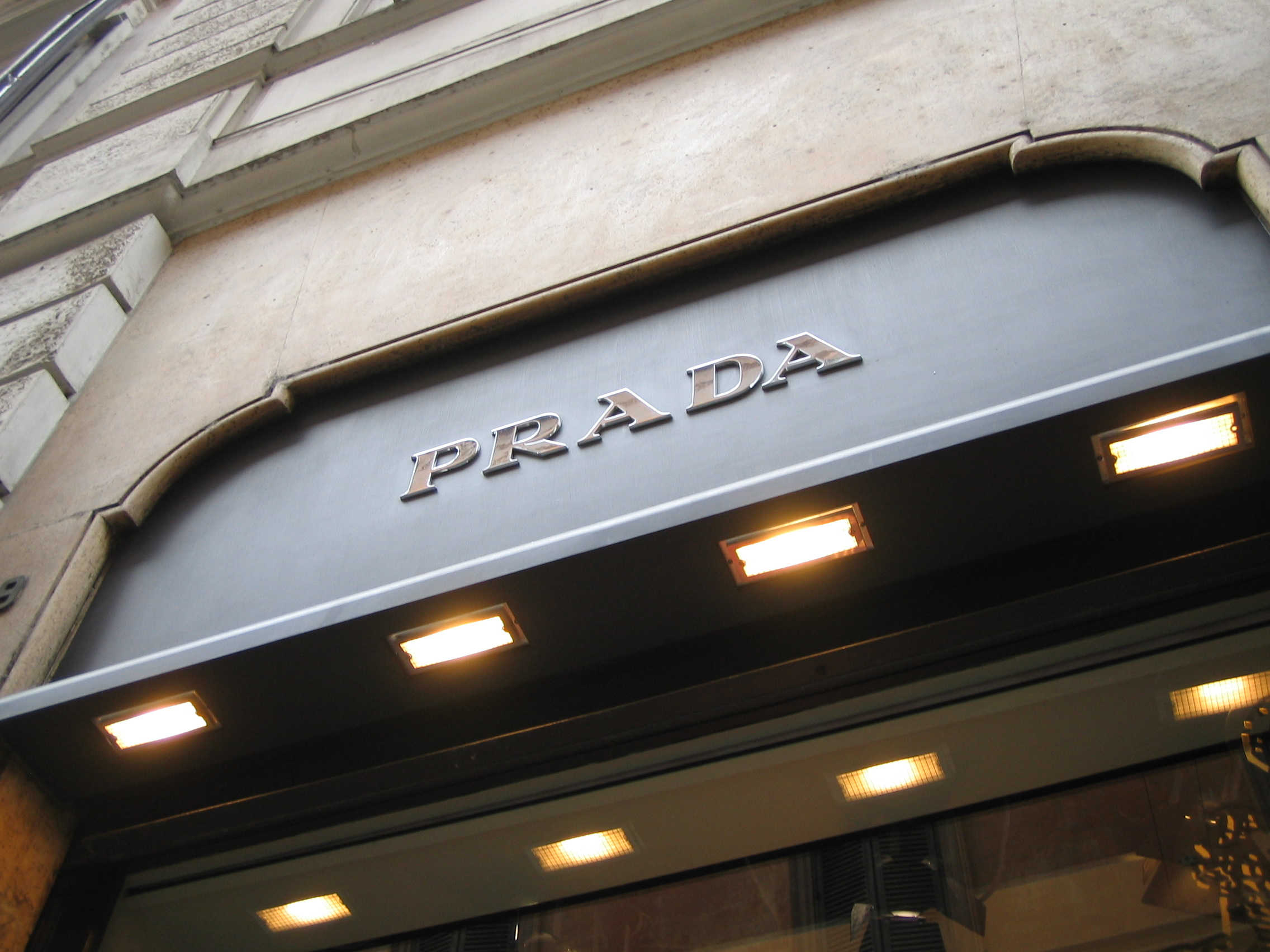
معرض برادا في روما, أيطاليا.

#### النشأة
كلفت Prada مهندسين معماريين، أبرزهم Rem Koolhaas وHerzog & de Meuron، لتصميم متاجر رئيسية في مواقع مختلفة.
1913 - تم افتتاح متجر Prada الأصلي في ميلانو داخل Galleria Vittorio Emanuele II.
1919 - تم تعيين برادا المورد الرسمي للأسرة الملكية الإيطالية؛ على هذا النحو، أدرجت شعار House of Savoy وتصميم الحبل المعقود في شعارها.
1983 - توسع البيع بالتجزئة شهد افتتاح متجر جديد في ميلانو، وكذلك نيويورك ومدريد ولندن وباريس وطوكيو.
1991 - توسع إضافي في تجارة التجزئة وفتح المزيد من المتاجر في مدينة نيويورك والصين واليابان.
2001 - افتتاح Broadway Epicenter في مدينة نيويورك بواسطة OMA.
2003 - افتتاح مركز طوكيو إيبيسينتر بواسطة هرتزوغ ودي ميرون.
2004 - تم افتتاح Los Angeles Epicenter بواسطة مجموعة OMA. تم ترميمه في عام 2012.
2008 - تم افتتاح متجر ضخم مزدوج في كوالالمبور في بافيليون كوالالمبور.
2009 - افتتح متجر جديد يركز على مجموعة Prada Made to Order في كورسو فينيزيا، ميلان، من تصميم المهندس المعماري روبرت باتشيوتشي.
2012 - في يونيو، افتتحت برادا أكبر بوتيك لها على الإطلاق في مول الإمارات بدبي.

#### الفنون والعمارة
تم افتتاح المقر الرئيسي لشركة برادا في ميلانو عام 2000، ويقع في مساحة صناعية سابقة بين طريق بيرغامو وفيا فوغازارو. تركيب فني من تصميم Carsten Höller يأخذ شكل شريحة معدنية من ثلاثة طوابق يؤدي من مكتب ميوتشيا إلى الفناء الداخلي.
تم الانتهاء من افتتاح المقر الرئيسي لشركة Prada في مدينة نيويورك عام 2002، ويقع في مصنع بيانو سابق في Times Square تم تجديده من قبل شركة الهندسة المعمارية Herzog & de Meuron .
2003 - مشروع "Garden-Factories" - تتعاون Prada مع المهندس المعماري Guido Canali لتجديد المناظر الطبيعية المحيطة بمصنعيها.
في عام 2004، انحنى «الخصر أسفل - التنانير من قبل ميوتشيا برادا» في مركز طوكيو. معرض متنقل يضم 100 تنورة من تصميم ميوتشيا برادا وصممه أمين المعرض كايوكو أوتا من AMO بالتعاون مع السيدة. برادا، ذهب المعرض إلى شنغهاي ونيويورك ولوس أنجلوس وسيول.
تم الانتهاء من بناء Prada في عام 2009، حيث كلف مبنى غير عادي متعدد الأغراض من مجموعة OMA التابعة لـ Rem Koolhaus يسمى Prada Transformer في سيول. تم استخدام المبنى لأول مرة لعرض معرض «الخصر أسفل - التنانير من قبل ميوتشيا برادا»، ثم تحول لاحقًا إلى صالة سينما.
في عام 2012، السيدة. كانت برادا مع المصممة إلسا شياباريللي موضوع معرض متحف متروبوليتان للفنون «محادثات مستحيلة». تم ترميم مركز لوس أنجلوس أيضًا في عام 2012.
في عام 2014، أقيم معرض بعنوان "Pradasphere" في هارودز بلندن ورصيف العبّارات المركزي 4 في هونغ كونغ، لتسليط الضوء على عالم برادا.
في عام 2015 افتتحت Prada منزلًا دائمًا لـ Fondazione Prada في ميلانو. يقع في معمل تقطير سابق أعيد تصميمه من قبل مجموعة OMA التابعة لـ Rem Koolhaus، وهو يستضيف مجموعة دائمة من الأعمال الفنية الخاصة بالموقع بالإضافة إلى معارض المعارض الدورية. تهدف إلى العمل كمساحة تجمع للمجتمع المحلي،  كما أنها تتميز بمساحة للأداء، ومسرح سينمائي، ومكتبة، ومقهى - بار لوس،  مع تصميم داخلي من قبل المخرج ويس أندرسون.
في عام 2016، بعد 6 سنوات من الترميم، افتتحت Prada مساحة للمناسبات في مسكن تاريخي في منطقة Rong Zhai في شنغهاي، الصين.
برادا هيا واحده من أفضل الماركات العالميه.

#### المواقع
- الولايات المتحدة
  - نيويورك في سوهو، نيويورك، في الجادة الخامسة وجادة ماديسون
  - بيفرلي هيلز، كاليفورنيا
  - كوستا ميسا، أورانج، كاليفورنيا
  - شيكاغو
  - سان فرانسيسكو
  - بال هاربور (فلوريدا)
  - لاس فيغاس، نيفادا (The Crystals  [لغات أخرى]‏، ذا بالاتزو، Bellagio)
  - Ala Moana Center
  - واكيكي
  - آسبن
  - مانهاست
- كندا
  - تورنتو
- أوروبا
  - ميلانو
  - روما
  - فلورنسا
  - كابري
  - البندقية
  - نابولي
  - فورتي دي مارمي
  - لندن (سلون ستريت، بوند ستريت، مطار لندن هيثرو، مركز وستفيلد)
  - باريس (شارع مونتين، ربيع، Rue de Grenelle)
  - براغ
  - موناكو (Montecarlo Donna, Montecarlo Uomo)
  - موسكو
  - أثينا
  - فيينا
  - دوسلدورف
  - فرانكفورت
  - هامبورغ
  - ميونخ
  - برلين
  - مدريد
  - إسطنبول
  - لشبونة (Avenida da Liberdade)
- آسيا
  - طوكيو - many outlets, including the iconic هيرتسوغ ودي مورون building in Aoyama
  - تايوان - تايبيه، تاي شانغ، كاوهسيونغ، total of 7 stores
  - كوريا - سول، بسان، ديغو، جيجو، Sungnam, total of 22 stores
    - Prada Transformer installed next to the Gyeonghui Palace in Seoul

  - كوالالمبور (مجمع البافيلون  [لغات أخرى]‏, Jalan Bukit Bintang، مركز تسوق كوالالمبور)
  - جاكارتا، إندونيسيا (Plaza Senayan، Plaza Indonesia)
  - سنغافورة: The Paragon flagship, ION Orchard flagship (9,500 square feet)
  - مانيلا، الفلبين (Greenbelt (Ayala Center))
  - بانكوك، تايلاند (Gaysorn Plaza، The Emporium)
  - هونغ كونغ: at Harbour City, opposite to إتش و إم of Silvercord، تسيم شا تسوي
  - الصين: 7 stores
- الشرق الأوسط
  - قطر
  - دبي
  - الرياض (سينتريا مول)[62]
  - جدة (بوليفارد مول)[63]
  - الخبر
- أستراليا
  - سيدني (Martin Place) (سفينة القائد)
  - ملبورن (Crown Casino، Collins Street  [لغات أخرى]‏، Chadstone Shopping Centre)
  - سيرفرز بارادايس، كوينزلاند [الإنجليزية]
  - كيرنز، كوينزلاند
  - بيرث(Opening Mid 2010)
- نيوزيلاندا
  - أوكلاند

## خطوط الإنتاج

### نظارات
2000 - تم إطلاق نظارات تحت مسمى Prada و Miu Miu، من تصنيع Luxottica .

### عطور
2004 - إطلاق العطر مع شركة Puig . تبعت العطور النسائية عطور الرجال في عام 2006.
- برادا للنساء، 2004
- تندر للنساء، 2006
- PRADA Amber pour Homme (Prada Man) للرجال، 2006 [65]
- Benjoin (Essence Exclusive N ° 9) للنساء، 2007
- إنفيوجن ديريس للنساء، 2007
- إنفيوجن دي أوم للرجال، 2008
- عطر L'eau Ambrée للنساء، 2009
- عطر Prada Amber pour Homme Intense للرجال، 2011 [66]
- برادا كاندي للنساء، 2011
- مجموعة عطور Prada، 2015 [67]
- عطر لا فيم برادا للنساء ولوم برادا للرجال، 2016 [68]
- La Femme Prada Intense للنساء و L'Homme Prada Intense للرجال، 2017 [69]
- عطر La Femme Prada L'eau النسائي، 2017 [70]

### هواتف «إل جي برادا» المحمولة
في مايو 2007، بدأت Prada في إنتاج الهواتف المحمولة مع LG Electronics . نتج عن هذا التعاون ثلاثة هواتف محمولة:
- LG Prada (KE850
- LG Prada II (KF900
- LG Prada 3.0

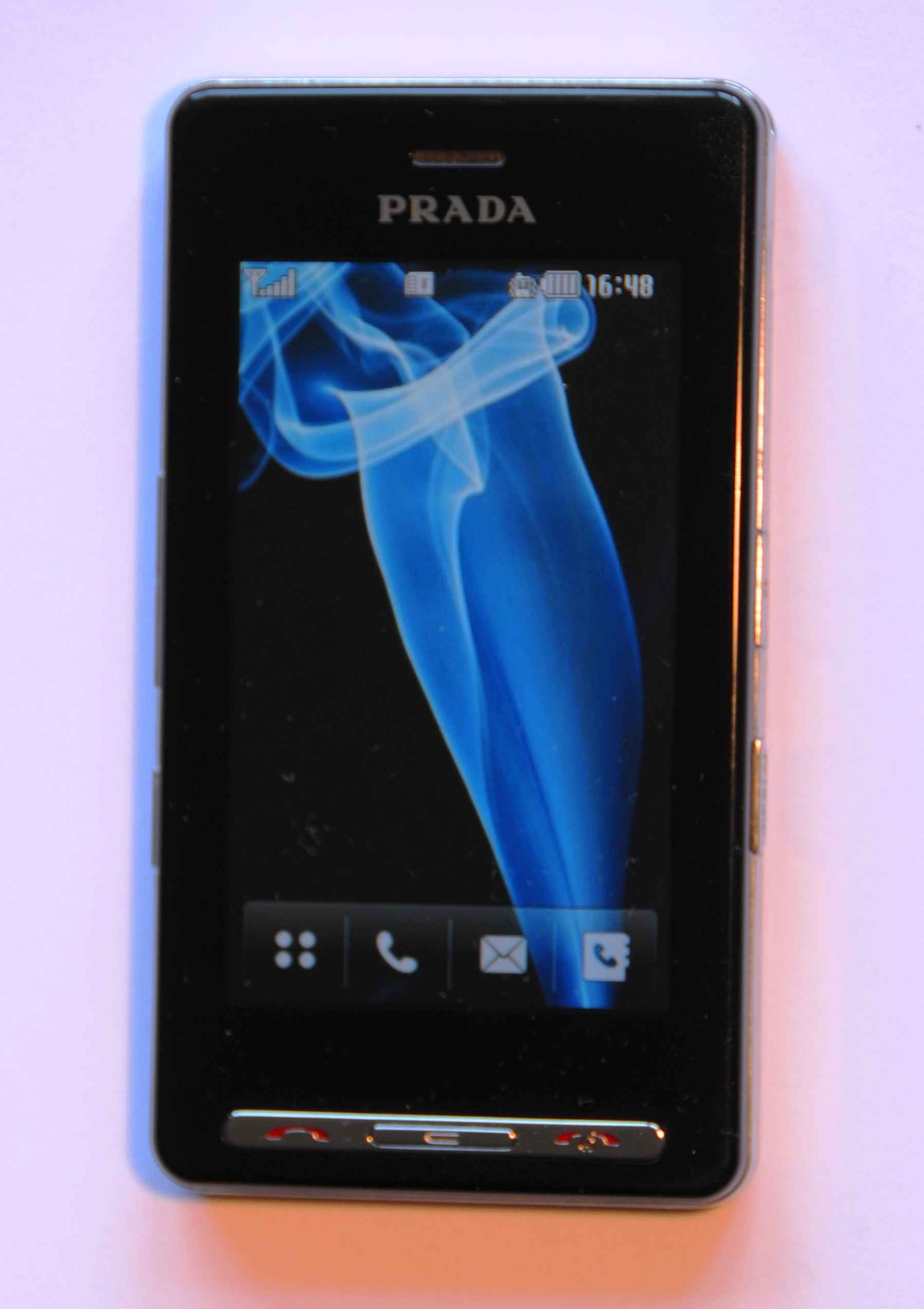
هاتف إل جي برادا.

وبالتعاون مع إل جي أليكترونيكس، قامت برادا بإصدار هاتف محمول بسعر 800 دولار.

### ساعات
بدأ إنتاج الساعات في عام 2007 وتوقف في عام 2012. أحد طرازات الساعات التي أنتجتها Prada، Prada Link، متوافق مع تقنية البلوتوث ويمكنه الاتصال بهاتف LG Prada II المحمول.

## برادا في الثقافة

### أفلام
فيلم روائي طويل عام 1999 بعنوان 10 أشياء أكرهها فيك يعرض التبادل التالي الذي يشيد بفضائل ملكية برادا:
حصل فيلم 2006 The Devil Wears Prada (بناءً على كتاب يحمل نفس الاسم) على ترشيح ميريل ستريب لجائزة الأوسكار عن دورها. قيل أن خزانة أحذيتها للفيلم كانت «على الأقل 40٪ برادا» من قبل مصممة الأزياء باتريشيا فيلد. ارتدت آنا وينتور، رئيسة تحرير مجلة فوغ الأمريكية والإلهام المفترض لشخصية ميريل ستريب، برادا في العرض الأول للفيلم.

### فن
في عام 2005، تم بناء بوتيك برادا الزائف كتركيب فني على بعد 26 ميلاً من مارفا، تكساس. كان الغرض من الهيكل المسمى «برادا مارفا» هو التفكك في النهاية في محيطه. تم توفير الأحذية والحقائب بواسطة ميوتشيا من مجموعة Summer Season 2005. لسوء الحظ، تم نهب التثبيت بعد اكتماله، لذلك كانت هناك حاجة إلى الترميم.

## دعوى تمييز أنثوى
في 10 ديسمبر 2009، رفعت Rina Bovrisse دعوى قضائية ضد Prada Japan متهمة إياها بالتمييز ضد النساء في مكان العمل اللواتي لم يكن صغيرات السن وجذابات. قبل المحاكمة، نقلت بوفريس ادعاءاتها إلى وسائل الإعلام التي حشدت الدعم بين مجموعات النشطاء بعد كل الدعاية. عارضت برادا التشهير بالشخصية. في مايو 2011، احتشدت الحركة النسوية خارج فرع تسيم شي تسوي في برادا، ودعت بورصة هونج كونج إلى الاعتراض على الطرح العام الأولي للعلامة التجارية (IPO)  في مايو 2012، أصدرت شبكة العمل الآسيوية عبر الوطنية لرصد الشركات رسالة ضد LVMH Group بشأن تعيين سيباستيان سوهل في منصب مدير العمليات في جيفنشي بينما كان في قضية التحرش الجنسي في اليابان ولوكسمبورغ. في أكتوبر 2012، حكم قاضي محكمة طوكيو الجزئية ريكو موريوكا لصالح برادا، قائلاً إن تمييزهم المزعوم «مقبول لعلامة أزياء فاخرة». زعمت بوفريس أن المحكمة لم تكن عادلة واتهمت القاضي بالصراخ في وجهها. رفعت بوفريسه ادعاءاتها المتعلقة بالتمييز إلى مكتب مفوض الأمم المتحدة السامي لحقوق الإنسان التابع للجنة الحقوق الاقتصادية والاجتماعية والثقافية. أصدرت اللجنة، دون ذكر بوفريس، تقريرًا إلى الحكومة اليابانية يحثها على سن لوائح من شأنها أن تجعل التحرش الجنسي في مكان العمل غير قانوني.

## صور Blackface
في 14 ديسمبر 2018، اضطرت Prada إلى سحب مجموعة جديدة من الملحقات والشاشات من متاجرها بعد شكاوى من أنها تحتوي على «صور للوجه الأسود». ألغت Prada المنتجات بعد الغضب الذي انتشر على الإنترنت عندما اكتشف أحد سكان نيويورك الشخصية في متجر Prada في سوهو وانتقد العلامة التجارية لاستخدامها «Sambo like images» في منشور على Facebook.
صرحت برادا في تغريدة ردا عليها قائلة: «لم يكن لدى Prada Group نية أبدًا للإساءة إلى أي شخص ونحن نكره جميع أشكال العنصرية والصور العنصرية. من أجل هذه المصلحة، سنقوم بسحب الأحرف المعنية من العرض والتداول».
ردًا على الغضب، قامت Prada بتجميع مجلس استشاري للتنوع والشمول برئاسة مشتركة من Ava DuVernay وTheaster Gates.

## التحقيق في التهرب الضريبي
ابتداء من 2014، كان المدعون الإيطاليون يحققون في برادا لاحتمال التهرب الضريبي بعد أن كشفت شركة السلع الفاخرة عن دخل خاضع للضريبة غير مصرح به. تم ذكر أسماء ميوتشيا برادا، رئيس شركة Prada SpA، والرئيس التنفيذي باتريزيو بيرتيلي والمحاسب ماركو سالوموني في التحقيق، بسبب مطالبات ضريبية محتملة غير معلنة أو كاذبة. واجهت رئيسة شركة Prada تحقيقًا بعد أن زُعم أن الشركة تجنبت ما يقرب من 400 مليون جنيه إسترليني من الضرائب عن طريق نقل الخدمات إلى الخارج. قالت صحيفة كورييري ديلا سيرا الإيطالية يوم الجمعة إن برادا وبرتيللي دفعا 420 مليون يورو (571 مليون دولار) لوكالة الضرائب الإيطالية لتسوية شؤونهما الضريبية. على الرغم من التسوية، استمر التحقيق. اعتبارًا من عام 2016، طلب المدعون إسقاط القضية حيث تمت تسوية الدين.

## روابط خارجية
- الموقع الرسمي
- برادا – العلامة التجارية وبيانات الشركة في دليل عرض الأزياء